# Plan A
Plan A es un programa de televisión que se emite por El Tres de Rosario, de lunes a viernes a las 11.00. El programa empezó en 2001 con la conducción de Gustavo Rezzoaglio; en él se debaten diferentes temas de actualidad con especialistas invitados y algunos testimonios en el estudio.

## Historia
En octubre de 2007, el programa se realizó en un estudio de emergencia tras la caída de la torre-antena en las instalaciones del canal. En 2008, incorporó un foro de discusión a través del diario digital Rosario3.com (de la emisora). En 2009, incorporó más medios multimedia, utilizando un blog, una cuenta en Facebook y en Twitter. También es pionero en utilizar cámaras web y video mensajes para la realización de entrevistas a cualquier parte del mundo en vivo. 
En octubre de 2009, Plan A recibió el Premio Martín Fierro Federal como Mejor Programa de Temas Médicos 2008. 
En 2010, incorporó programas especiales denominados "Plan Ayudar" destinados, esencialmente, a la solidaridad.
En 2012, el programa cumple 10 años y regresa a la televisión desde el lunes 9 de abril en el nuevo horario de las 11.00
El 23 de abril de 2016, vuelve los sábados a las 20:30 horas, pero por Canal 5 Rosario

## Canales

### Emisión
- 2001-2015: El Tres
- 2016-: Telefe Rosario